# Joseph Harent
Joseph Harent est un homme politique français né le 10 juin 1879 à Villers-Bocage (Somme) et décédé le 4 juillet 1956 à Sauvillers-Mongival (Somme)
Agriculteur, président de la Chambre d'Agriculture de la Somme, maire de Sauvillers-Mongival, il est sénateur de la Somme de 1936 à 1940. Il vota en faveur de l'attribution des pleins pouvoirs à Pétain.

## Sources
- « Joseph Harent », dans le Dictionnaire des parlementaires français (1889-1940), sous la direction de Jean Jolly, PUF, 1960 [détail de l’édition]